# Qorlortorsuaq
60°46′N 45°13′V / 60.767°N 45.217°V
Qorlortorsuaq er Grønlands største vandfald. Ved vandfaldet ligger en boplads med samme navn og med ca. 13 indbyggere. 
Vandfaldet driver Qorlortorsuaq vandkraftværk, som blev taget i brug i 2007. Kraftværket giver en samlet effekt på 7,2 MW. Energien fra vandkraftværket forsyner både Qaqortoq og Narsaq. 